# Allobates sumtuosus
Allobates sumtuosus es una especie de anfibio anuro de la familia Aromobatidae.

## Distribución geográfica
Esta especie habita:
- en Brasil en el estado de Pará;
- en Guyana;
- en Suriname;
- en Perú en la región de Loreto.[4]

Su presencia es incierta en Colombia.

## Taxonomía
Allobates spumaponens fue colocada en sinonimia con Allobates sumtuosus por Simões, Kaefer, Farias y Lima en 2013.

## Publicación original
- Morales, 2002 "2000" : Sistemática y biogeografía del grupo trilineatus (Amphibia, Anura, Dendrobatidae, Colostethus), con descripción de once nuevas especies. Publicaciones de la Asociación de Amigos de Doñana, n.º 13, p. 1-59.[5]